# Olula de Castro
Olula de Castro este o municipalitate din provincia Almería, Andaluzia, Spania, cu o populație de 180 locuitori.